# Valeriu Stoica
Valeriu Stoica (ur. 1 października 1953 w Bukareszcie) – rumuński prawnik i polityk, w latach 1996–2000 minister sprawiedliwości, od 2001 do 2002 przewodniczący Partii Narodowo-Liberalnej.

## Życiorys
Ukończył w 1976 studia prawnicze na Uniwersytecie Bukareszteńskim. Do 1987 pracował w sądownictwie, następnie został wykładowcą akademickim. W 1990 podjął praktykę adwokacką w ramach stołecznej palestry. Od 1991 do 1993 był dziekanem instytutu kształcącego kadry prawnicze. W 1997 na macierzystej uczelni uzyskał stopień doktora nauk prawnych.
Dwukrotnie (1996, 2000) uzyskiwał mandat posła do Izby Deputowanych, reprezentując Partię Narodowo-Liberalną, której był pierwszym wiceprzewodniczącym. Od 1996 do 2000 sprawował urząd ministra sprawiedliwości w gabinetach, którymi kierowali kolejno Victor Ciorbea, Radu Vasile i Mugur Isărescu. Od 2001 do 2002 pełnił funkcję przewodniczącego PNL. W 2003 zrezygnował z zasiadania w parlamencie.
W 2006 dołączył do utworzonej przez Theodora Stolojana Partii Liberalno-Demokratycznej.